# Linzer Feld
Als  Linzer Feld oder Linzer Becken bezeichnet man ein Gebiet in Oberösterreich, das im Alpenvorland von Linz bis Enns an der Donau liegt. Es ist ein Teilabschnitt des oberösterreichischen Donautals und gehört zum Kerngebiet des Oberösterreichischen Zentralraums. Mit dem Hauptort der Stadt Linz ist es heute sehr dicht besiedelt, hat aber auch noch gute landwirtschaftliche Gründe und ausgedehnte Aureste entlang der Donau.
Das fast 100 km² große Linzer Feld bildet eine von 41 Oberösterreichischen naturräumlichen Raumeinheiten.

## Geographie

### Lage und Umgrenzung

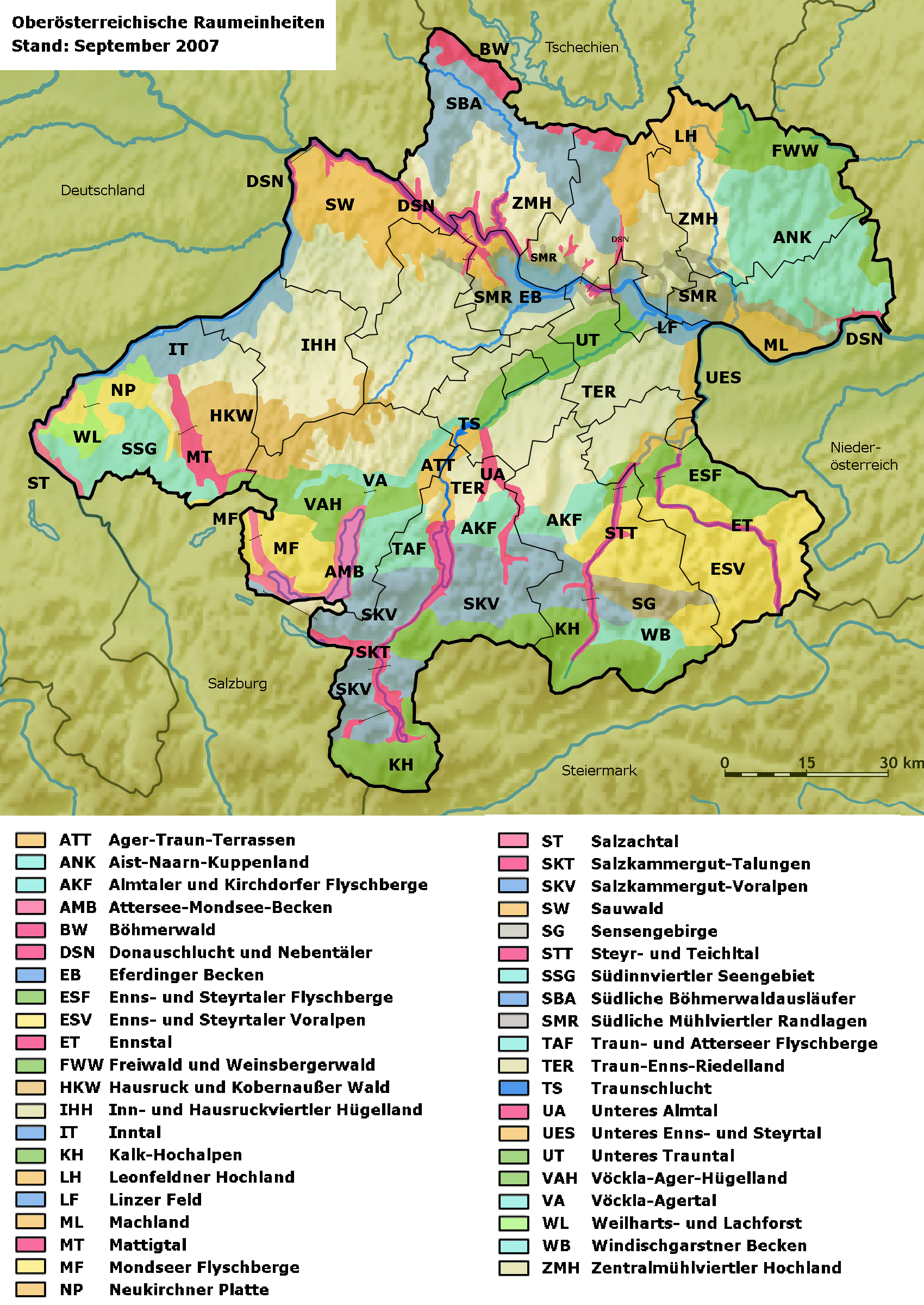
OÖ Raumeinheiten:
LF Linzer Feld

Das Linzer Feld ist ein großteils zum Hausruckviertel gehörendes Becken entlang der mittleren Donau, am Fuß des Granit- und Gneishochlandes (Mühlviertel). Es umfasst den Großstadtraum von Linz sowie die flussabwärtige Au- und Niederterrassen-Landschaft, auf einer Länge von etwa 20 Kilometern und einer Breite von etwa 3, im westlichen Teil bis 7 Kilometern.
Die Raumeinheit der oberösterreichischen naturräumlichen Gliederung NaLa (Nr. 17, kurz LF) liegt in den Bezirken Linz, Linz-Land, Perg und Urfahr-Umgebung entlang der Donau.
Folgende Gemeindegebiete liegen größtenteils im Linzer Feld (alphabetisch geordnet): Asten, Enns, Linz und Luftenberg.
Die Fläche der Raumeinheit nach NaLa, die exakt in den geomorphologischen Grenzen der Beckenlandschaft definiert ist, beträgt 95,23 km². Der tiefste Bereich liegt bei rund 245 m ü. A. bei der Ennsmündung. Die höchste Erhebung des Gebiets ist mit 290 m ü. A. der Übergang zu den nördlich und nordöstlich liegenden Raumeinheiten.
Der Westen wird durch den Kürnberger Wald markiert. Im Norden wird es durch das Böhmische Massiv mit Pöstlingberg, Gründberg, Magdalenaberg, Pfenningberg (bei Steyregg), Luftenberg und Frankenberg begrenzt. Diese Massive (beiderseits der Donau) gehören alle zur Raumeinheit Südliche Mühlviertler Randlagen (NaLa 37, SMR) respektive schon dem Zentralmühlviertler Hochland (NaLa 41, SMR), der Donaudurchbruch bei Pöstling, die Linzer Pforte, zu Donauschlucht und Nebentäler (NaLa 6, DSN).
Östlich bei Mauthausen schließt links der Donau das Machland (NaLa 18, ML) an, rechts das untere Ennstal (niederösterreichische Raumeinheit Enns-Niederung und Unteres Enns- und Steyrtal, NaLa 28, UES). Im Südosten liegt die Traun-Enns-Platte (Traun-Enns-Riedelland, NaLa 37, SMR). Im  Südwesten befindet sich die Welser Heide (Raumeinheit Unteres Trauntal NaLa 36, UT) und davon nördlich Ausläufer des Inn- und Hausruckviertler Hügellands (NaLa 13, IHH).

### Gliederung

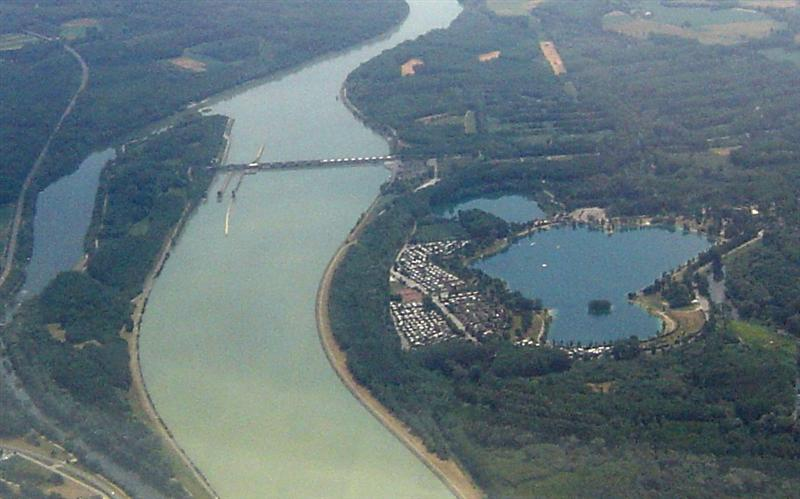
Abwinden-Asten mit Altarm und Ausee, flussabwärts

Das Linzer Feld ist in drei landschaftliche – teils nicht zusammenhängende – Untereinheiten unterteilt:
- Dichtes Siedlungs- und Industriegebiet:
Stadtgebiet Linz einschließlich Ufer, Traundorf, Posch und Pichling südlich der Traun; Raffelstetten, Ipfdorf und Asten; Kristein, Lorch und nördliches Steyrer Stadtgebiet; Ennshafen; sowie Gusen
- Niederterrasse mit Landwirtschaft:
südlich der Donau zwischen Linzer und Steyrer Standgrenze, mit einigen Anbauresten um Traundorf; nördlich das Gebiet zwischen Katzbach und Plesching einschließlich Pleschinger See; bei Steyregg und Pulgarn; bei Abwinden, Gusen und Langenstein
- Donau mit Aulandschaft:
eine etwa 2 km breite Zone donauabwärts von Linz bis Mauthausen: Neuau, Altau und Ringelau bei Steyregg; Ostteil der Traun-Donau-Auen mit Weikerlsee (Europaschutzgebiet, einzige explizite Schutzzone des Raumes),[2] Ausee und Lang Au; Bereich Kraftwerk Abwinden-Asten; Gusen-Auen mit Schlossau; sowie Pleschinger Au direkt in Linz

## Charakteristik

Gemeinden des oö. Zentralraums, codiert nach Bevölkerungsdichte. Der Raum von Linz donauabwärts bildet die dichtbesiedeltste Zone.

Das Linzer Becken ist mit 9 °C Durchschnittstemperatur die wärmste Region Oberösterreichs. Rund 41 % wird landwirtschaftlich genutzt, 28 % ist verbaut (Landeshauptstadt Linz sowie die Städte Ansfelden und Steyregg), 21 % Wälder und naturnahe Flächen und 10 % Wasserflächen.
- Die Raumeinheit ist eine ausgedehnte, breite Schotterebene und wird von der Donau dominiert.
- Die Aulandschaft ist teilweise naturnah und die Auwälder sind fast durchgehend, aber isoliert gegenüber angrenzenden Raumeinheiten. Stellenweise sind Überschwemmungen möglich, jedoch durch das Staubecken für das Kraftwerk Wallsee-Mitterkirchen selten. Die Auwälder bestehen zum größten Teil aus Eschen- und Grauerlen-Wäldern sowie Hybridpappeln. Die Altwasserarme beherbergen eine Wasserpflanzen-Vegetation mit seltenen Arten. Heißländen sind selten und Trockenwiesen mit seltenen Pflanzenarten existieren.
- Die großen Baggerseen dienen der Erholung und der Schottergewinnung. Die Bäche aus dem Umland sind häufig reguliert, werden aber naturnah rückgebaut.
- Auf der landwirtschaftlich genutzten Niederterrasse wird intensiver Ackerbau betrieben. Es gibt noch wenige Reste der ursprünglichen Kulturlandschaft (Obstbaumwiesen, Einzelbäume, Böschungswiesen). Neue Siedlungen und Industriestandorte vermindern die Landwirtschaftsflächen zusehends.
- Das dichte Siedlungsgebiet wird von der Landeshauptstadt Linz und dem 5 km² großen Industriegebiet (Voestalpine und Agrolinz Melamine International) dominiert. Die Bebauung ist durchgehend mit künstlichen Grünanlagen (Park, Friedhof, Alleen) aufgelockert. Mauerfugen, Dächer und Parks dienen als Stadtbiotope.
- Die Linzer Großkläranlage und eine große Mülldeponie bei Asten prägen das Gebiet.
- Die Raumeinheit ist nebel- und smog-reich und weist geringe Niederschlagsmengen auf.